# Marie Buisson
Pour les articles homonymes, voir Buisson.
Marie Buisson, née le 7 juin 1968 à Paris, est une enseignante et syndicaliste française.

## Biographie
Née le 7 juin 1968 à Paris, Marie Buisson est fille d'un cadre de l'industrie pharmaceutique et d'une formatrice pour adultes. Elle adhère à la Confédération générale du travail (CGT) en 2001, après avoir obtenu le concours de professeur de lycée professionnel en lettres-histoire-géographie : « J’avais travaillé plusieurs années avant de faire mes études à la fac et mes nombreux emplois précaires m’avaient convaincue de la nécessité de s’organiser pour se défendre ». Elle exerce alors en lycée professionnel.
Elle est secrétaire générale de la Fédération de l'éducation de la recherche et de la culture CGT depuis 2017 et membre de la commission exécutive de la CGT.
Fin mai 2022, elle est approuvée par la commission exécutive de la CGT pour succéder en tant que secrétaire générale à Philippe Martinez, qui ne se représente pas en 2023. Son accession à ce poste lors du congrès de Clermont-Ferrand organisé fin mars 2023 aurait fait d'elle la première femme à diriger la centrale syndicale depuis sa création en 1895. Militante féministe et écologiste, peu connue des grands médias, issue d'une petite fédération de la CGT, sa candidature est néanmoins contestée en interne,.
Deux autres candidats à ce poste se présentent, Olivier Mateu, secrétaire départemental de la fédération CGT des Bouches-du-Rhône, et Céline Verzeletti, co-secrétaire générale de l'Union fédérale des syndicats de l'État (UFSE). C'est finalement une autre candidate, Sophie Binet, responsable de l'Union générale des ingénieurs, cadres et techniciens CGT (Ugict), qui est élue contre toute attente.